# Playa de Arinaga
La Playa de Arinaga está situada junto a la localidad homónima de Arinaga, en el sureste de la isla de Gran Canaria, siendo la playa principal del municipio de Agüimes (Gran Canaria). Frecuentada principalmente por los ciudadanos del municipio en la época estival, a ella también acuden residentes de Gran Canaria y, en menor medida, turistas extranjeros. La playa posee la Bandera Azul desde 2017. 

## Historia
Es una playa con profundas raíces pesqueras y cuya tradición perdura hoy en día. También es popularmente conocida para la práctica de deportes de vela como el windsurf o el kitesurf, gracias a los fuertes vientos que predominan en la zona sobre todo en verano. En su historia reciente, la playa ha sufrido una gran transformación debido a un proyecto de regeneración, en el cual se construyó una gran avenida marítima. Ello provocó un fuerte impacto medioambiental que cambió por completo el aspecto original de la playa.

## Características
Es una playa de unos 700 metros de longitud y 70 de anchura. De aguas limpias y con un color azul marino claro, está actualmente constituida en su mitad sur, por arena negra mezclada con la arena rubia original que se resiste a desaparecer y, en la mitad norte, por roca. Predominan fuerte vientos de componente noreste en la época estival y posee una calma en invierno.